# A Slight Trick of the Mind
A Slight Trick of the Mind é o sétimo livro do autor americano Mitch Cullin.

## Trama
Em 1947, Sherlock Holmes, de 93 anos, vive aposentado em uma pequena fazenda no interior da Inglaterra, cuidado por sua governanta, a Sra. Munro. Ele não consegue andar sem um par de bengalas e busca vários remédios naturais para combater sua memória fraca. Holmes passa grande parte do seu tempo na apicultura, tendo montado um apiário na propriedade, e começa a ensinar o filho da Sra. Munro, Roger, sobre a prática.
A história alterna entre três narrativas:
- Tentativa de Holmes de relembrar os verdadeiros detalhes do último caso que investigou antes de decidir se aposentar 35 anos antes.
- Sua recente visita ao Japão para se encontrar com Tamiki Umezaki, um homem que acreditava que Holmes poderia resolver o mistério do motivo pelo qual seu pai viajou para a Inglaterra e nunca mais retornou.
- O tempo que ele passa com Roger e a ruptura que se forma entre Holmes e a Sra. Munro após a morte repentina do garoto em um ataque de um enxame de vespas.

## Lançamentos
Foi publicado pela primeira vez em abril de 2005 como uma edição de capa dura de Nan A. Talese / Doubleday, e durante o mesmo mês uma versão completa do audiolivro lida por Simon Jones foi lançada em CD e cassete pela Highbridge Audio. Uma edição de bolso comercial foi publicada em maio de 2006 pela Anchor Books / Random House.

## Prêmios
A edição do audiolivro de Mitch Cullin ganhou o Prêmio Audie de Ficção Integral da Audio Publishers Association em 2006.

## Adaptação cinematográfica
Em 5 de setembro de 2013, foi anunciado que o livro seria adaptado para um filme com Ian McKellen como Holmes. Bill Condon dirigiria e Jeffrey Hatcher adaptaria o roteiro. O filme foi lançado em 19 de junho de 2015 com o título Mr. Holmes.

### Disputa de direitos autorais
O espólio de Conan Doyle entrou com uma ação judicial contra Mitch Cullin e as empresas produtoras do filme em 21 de maio de 2015, alegando cópia não autorizada de histórias protegidas por direitos autorais de Arthur Conan Doyle que cobrem a vida posterior de Sherlock Holmes. Todas as partes chegaram a um acordo fora do tribunal antes do lançamento do filme nos Estados Unidos, e as edições posteriores do romance agora incluem uma nota agradecendo ao espólio pela permissão de usar material protegido por direitos autorais.